# ラジオ・タイランド
ラジオ・タイランド（英語: Radio Thailand）（National Broadcasting Services of Thailand）とは、ラジオ国際放送を行うタイ王国の国営放送局。コールサインである「HSK9」が略称・愛称として用いられる。

## 放送
2013年11月現在、タイ語、英語、ドイツ語、ベトナム語、ラオ語（ラオス語）、ビルマ語、マレーシア語、日本語、中国語（普通話・マンダリン）、カンボジア語の10言語で、短波による放送が行われている。

## 日本語放送
番組内容はヘッドラインとニュースのみで、余った時間にタイのポップス音楽を流す日もある。毎年10月から11月にかけて放送を休止することがある。
- スケジュール　2024年9月14日現在

| 日              | 放送時間(JST) | 周波数  |
| 2023年3月26日～ | 22:00 - 22:15 | 9390kHz |
| 2023年7月1日～  | 22:00 - 22:15 | 9940kHz |
| 2023年7月21日～ | 22:00 - 22:15 | 9385kHz |
| 2024年1月1日～  | 22:00 - 22:15 | 9940kHz |
| 2024年4月?日～  | 22:00 - 22:15 | 9385kHz |

※JST=UTC+9
送信出力:250kW ビーム方向:54度
送信所: Udon Thani送信所 (地図)
- アナウンサー
  - 小島秀美
  - ひらはら ちなみ ...2025年4月30日番組で初登場

- ホームページ・ストリーミング放送 アドレス https://prdee.prd.go.th/radio?station=63f3149d445bfc001205f2ce
- YouTubeチャンネル　https://www.youtube.com/@radiothailandworldservice5340　数日後に動画として、アップロードされる。
- オープニング曲   「Dancing」 Jack DeJohnette

- エンディング曲   「5-5-7」 Pat Metheny Group
- 2021年6月14日の放送で、同月30日での日本語放送の終了を告知。しかし7月1日の22:00に普段どおりに日本語放送が始まったため、告知と違うオンエアに日本のBCLを大きく悩ませた。
- 2021年10月には、みやいよしあきアナウンサーが、放送局を辞め日本に帰国。
- 2023年7月1日に周波数を9940kHzに変更した為、日本の風（朝鮮語番組名「イルボネパラム」）と激しい混信状態になっていた。 同年7月21日に9385kHzに移動したあとは無くなった。
- 2023年10月～同年12月の間、放送が休止された。休止前に告知されていた通り、2024年1月1日に放送が復活したが、周波数は9940kHzに変更された。
- 米国トランプ政権によるUSAGM解体及びそれに伴うUdon Thani送信所の閉鎖の影響を受け、2025年3月18日より放送を停止している。現在はYouTubeチャンネルにて各番組が配信されている。

## 歴史
- 1938年10月20日に最初の国際放送が行われた。
- 1978年7月1日に最初の日本語放送が行われた。

## IBBとの協力関係
ボイス・オブ・アメリカ（VOA）などを管轄するアメリカ合衆国の政府機関IBB（w:International Broadcasting Bureau）は、タイ北部のウドーンターニーに中継所を建設した（1994年完成）。この中継所はVOAなどのアジア向け中継の他、ラジオ・タイランドの国際放送にも使用され、その拡張に大きく役立った。同局の局舎はタイ政府がウドーンターニーの用地を提供した際に交換という形でIBBから無償で提供されたものである（1988年）。現在、日本語放送を含む多くのラジオ・タイランドの放送がこのウドーンターニー中継所から送信されている。
また、東南アジア諸国向けの放送が送信されるバンコク郊外パトゥムターニーの送信所においても、IBBが提供した送信機が使われている。
一方で、かつてはラジオ・タイランドの北米地域向け英語放送は、アメリカ合衆国内のIBBの送信所から中継放送されていた。